# Gran Premi del Brasil del 2004
Resultats del Gran Premi de Brasil de Fórmula 1 de la temporada 2004, disputat al Circuit Carlos Pace de Interlagos, el 24 d'octubre del 2004.

## Resultats
| Pos | No | Pilot                | Equip              | Voltes | Temps/ Retirada  | Pos. de sortida | Punts |
| --- | -- | -------------------- | ------------------ | ------ | ---------------- | --------------- | ----- |
| 1   | 3  | Juan Pablo Montoya   | Williams - BMW     | 71     | 1h 28' 01. 451   | 2               | 10    |
| 2   | 6  | Kimi Räikkönen       | McLaren - Mercedes | 71     | + 1.022 s        | 3               | 8     |
| 3   | 2  | Rubens Barrichello   | Ferrari            | 71     | + 24.099 s       | 1               | 6     |
| 4   | 8  | Fernando Alonso      | Renault            | 71     | + 48.508 s       | 8               | 5     |
| 5   | 4  | Ralf Schumacher      | Williams - BMW     | 71     | + 49.740 s       | 7               | 4     |
| 6   | 10 | Takuma Sato          | BAR - Honda        | 71     | + 50.248 s       | 6               | 3     |
| 7   | 1  | Michael Schumacher   | Ferrari            | 71     | + 50.626 s       | 18              | 2     |
| 8   | 12 | Felipe Massa         | Sauber - Petronas  | 71     | + 1' 02.310 min. | 4               | 1     |
| 9   | 11 | Giancarlo Fisichella | Sauber - Petronas  | 71     | + 1' 03.842 min. | 10              |       |
| 10  | 7  | Jacques Villeneuve   | Renault            | 70     | + 1 Volta        | 13              |       |
| 11  | 5  | David Coulthard      | McLaren - Mercedes | 70     | + 1 Volta        | 12              |       |
| 12  | 16 | Jarno Trulli         | Toyota             | 70     | + 1 Volta        | 9               |       |
| 13  | 17 | Ricardo Zonta        | Toyota             | 70     | + 1 Volta        | 14              |       |
| 14  | 15 | Christian Klien      | Jaguar - Cosworth  | 69     | + 2 Voltes       | 15              |       |
| 15  | 19 | Timo Glock           | Jordan - Ford      | 69     | + 2 Voltes       | 17              |       |
| 16  | 21 | Zsolt Baumgartner    | Minardi - Cosworth | 67     | + 4 Voltes       | 19              |       |
| 17  | 20 | Gianmaria Bruni      | Minardi - Cosworth | 67     | + 4 Voltes       | 20              |       |
| Ret | 14 | Mark Webber          | Jaguar - Cosworth  | 23     | Col·lisió        | 11              |       |
| Ret | 18 | Nick Heidfeld        | Jordan - Ford      | 15     | Embragatge       | 16              |       |
| Ret | 9  | Jenson Button        | BAR - Honda        | 3      | Motor            | 5               |       |

## Altres
- Pole: Rubens Barrichello 1' 10. 646

- Volta ràpida: Juan Pablo Montoya 1' 11. 473 (a la volta 49)